# 蔣三近
蔣三近（1533年—？年），字爾德，號又溪，四川成都前衛官籍，温江縣人，明朝政治人物。

## 生平
由成都府學生中式四川鄉試第十四名舉人，隆庆五年（1571年）辛未科會試中式第七十七名。未殿试。萬曆二年（1574年）甲戌科第二甲第五十一名進士。吏部觀政，授刑部主事，八年升员外郎、郎中，卒于官。

## 家族
曾祖蔣鑑，祖蔣弼，父蔣芹，母曹氏（封安人）。弟蒋三益（南京工部郎中）；三畏；三祝；三樂。